# Casa e un monstru!
Monster House - Casa e un Monstru! este un film de animație și comedie din 2006 produs de studioul Columbia Pictures, Relativity Media, ImageMovers și Amblin Entertainment. Este regizat Gil Kenan, Vocile sunt asigurate de Mitchel Musso, Sam Lerner, Spencer Locke, Steve Buscemi, Maggie Gyllenhaal, Kevin James, Nick Cannon, Jason Lee, Fred Willard, Jon Heder, Catherine O'Hara și Kathleen Turner.

## Distribuție
- Mitchel Musso: DJ
- Sam Lerner: Chowder
- Spencer Locke: Jenny
- Steve Buscemi: Nebbercracker
- Maggie Gyllenhaal: Zee
- Jason Lee: Punk
- Jon Heder: Freak
- Kathleen Turner: Constance